# 翁主

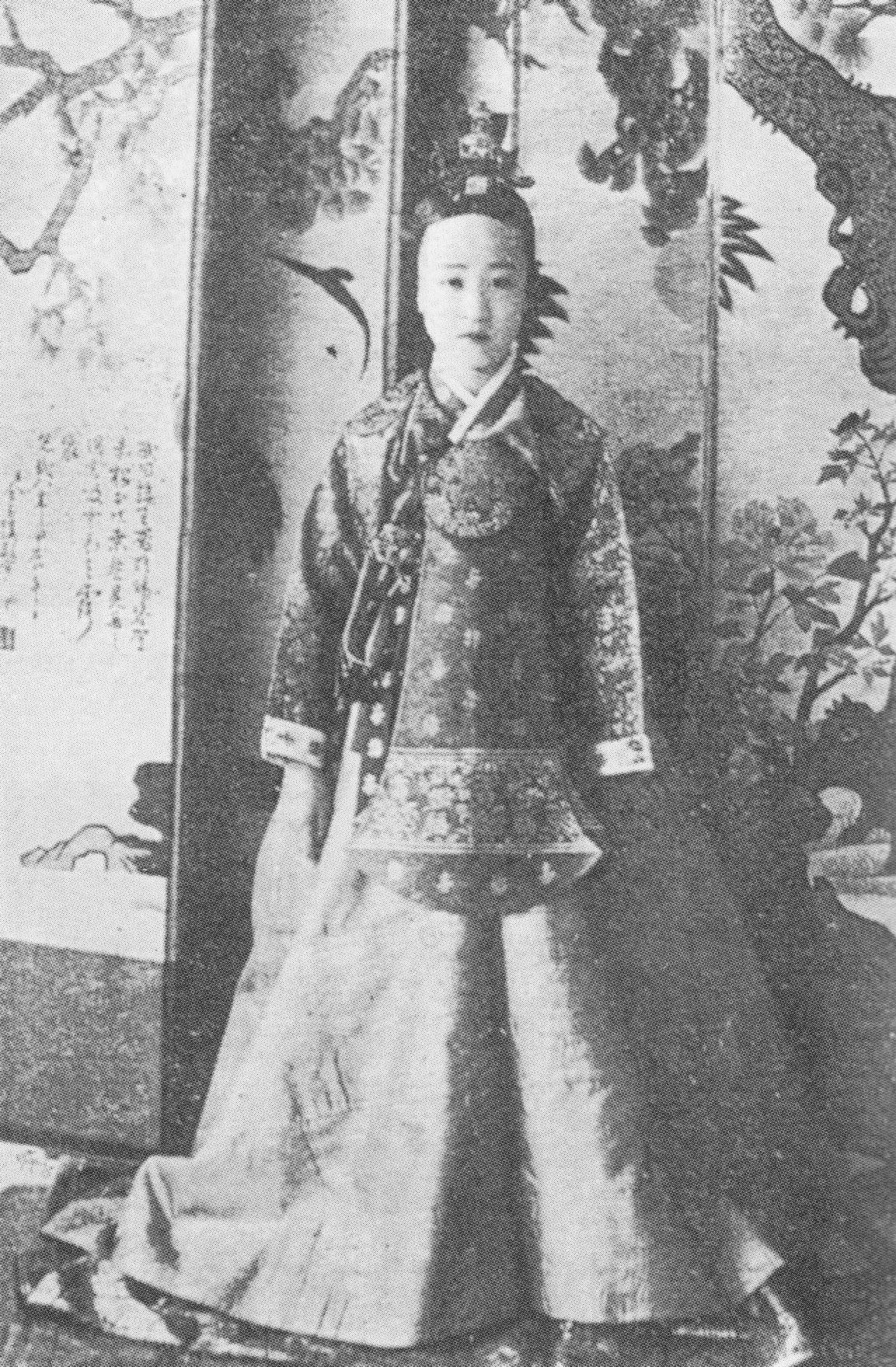
朝鮮最後一位翁主德惠翁主，也是東亞最後一位獲封翁主位號者

翁主，為東亞漢字文化圈女性王族的位號，在中國、琉球國、朝鮮半島的高麗王朝以及朝鮮王朝等都有所見。

## 中國
翁主一號最早始於中國西漢，又稱王主，為諸侯王之女的位號。翁即父，王即諸侯王，是指諸侯王嫁女時均親自主婚，和天子不為女主婚不同，因此稱之為翁主。翁主一號在中國僅西漢有使用，其地位大致相當於後世的郡主。較著名的翁主有淮南王之女劉陵、江都王之女劉細君、楚王之孫女劉解憂等。

## 朝鮮半島
翁主位號在朝鲜半岛始見於高麗王朝，為王女及後宮嬪御的位號。朝鲜王朝初期，國王庶女及嬪御皆能受封為翁主，後來僅冊封國王庶女為翁主，較國王嫡女的位號公主低一級。
朝鮮最後一位翁主是大韓帝國高宗之庶三女德惠翁主，她也是东亚最後一位獲封翁主位號者。但是她在1912年出生時，大韓帝國已滅亡，原來的朝鮮王室由日本改為李王家、成員稱為「王公族」；她是以高宗庶女的身份，在1921年由純宗封其為翁主；王公族制度下並不存在翁主位號，她在日本的正式身分是王族、婚後改為日本華族。

## 琉球國
在琉球國，王女以及王子之女皆稱為翁主；而有實際封地的翁主，若為王女則又稱按司加那志、若為王子之女則又稱按司。琉球最後一位翁主是第二尚氏王朝末代國王尚泰之四女嘉手苅翁主。琉球國滅亡後，尚泰王失去王位，被大日本帝國封為侯爵，此後出生的女兒再沒有冊封為翁主，但直至現在尚氏當主之女仍被部份琉球士族後裔尊稱為翁主。